# Est' ideja!
Est' ideja! (Есть идея!) è un film del 1977 diretto da Vladimir Sergeevič Byčkov.

## Trama
Il film racconta il destino del grande inventore e designer russo del XVIII secolo Ivan Kulibin e di un giovane scolaro - l'inventore Vovka Morkovkin, che continua il lavoro del suo famoso predecessore.